# Pärnu (rivier)
De Pärnu is een rivier in Estland die uitmondt in de Golf van Riga bij de gelijknamige plaats Pärnu. Met een lengte van 144 kilometer is de Pärnu een van de langste rivieren van Estland. De rivier ontspringt in de heuvels van Pandivere bij de plaats Roosna-Alliku.
- Bibliothèque nationale de France: cb12141729b (data)
- Virtual International Authority File: 315167295